# Angermühle (Altenmarkt an der Alz)
Angermühle war ein historischer Gemeindeteil von Altenmarkt an der Alz.
In der Mitte des 18. Jahrhunderts gehörte der Ort zur Obmannschaft Kirchberg und bestand aus einem halben Hof, der dem Kloster Baumburg unterstellt war.
In den Amtlichen Ortsverzeichnissen für Bayern erschien der Gemeindeteil letztmals in der Ausgabe von 1952. In der Ausgabe 1877 wurde der Ort als „Anger“ bezeichnet. Die Karte der Uraufnahme (1808–1864) zeigt eine Mühle mit fünf Gängen an einem Werkskanal, der die Schlinge der Alz durchschneidet und durch ein Streichwehr mit Wasser der Alz versorgt wird.